# Pampulha
Pampulha est le nom d'un lac artificiel et d'une région de la ville de Belo Horizonte, la capitale du Minas Gerais, un État du Brésil.
Ce lac fut construit dans les années 1940, pendant l'administration de Juscelino Kubitschek, qui fut quelques années plus tard élu président du pays. Le projet architectonique du lac et de la région fut donné au célèbre architecte Oscar Niemeyer. Le lac de Pampulha a été l'un de ses premiers projets importants.
L'ensemble moderne de Pampulha a été classé par l'UNESCO sur la liste du patrimoine mondial de l'humanité en 2016.
Au bord du lac se trouve le deuxième aéroport de Belo Horizonte.